# Saint-Laurent-d’Agny
Saint-Laurent-d'Agny település Franciaországban, Rhône megyében. Lakosainak száma 2120 fő (2022. január 1.). Saint-Laurent-d’Agny Soucieu-en-Jarrest, Chaussan, Mornant, Orliénas, Taluyers és Beauvallon községekkel határos.

## Népesség
A település népessége az elmúlt években az alábbi módon változott:
| Lakosok száma | 2109 | 2099 | 2195 | 2139 | 2137 | 2133 | 2129 | 2132 | 2120 |
|               | 2013 | 2015 | 2016 | 2017 | 2018 | 2019 | 2020 | 2021 | 2022 |